# Dave Holland

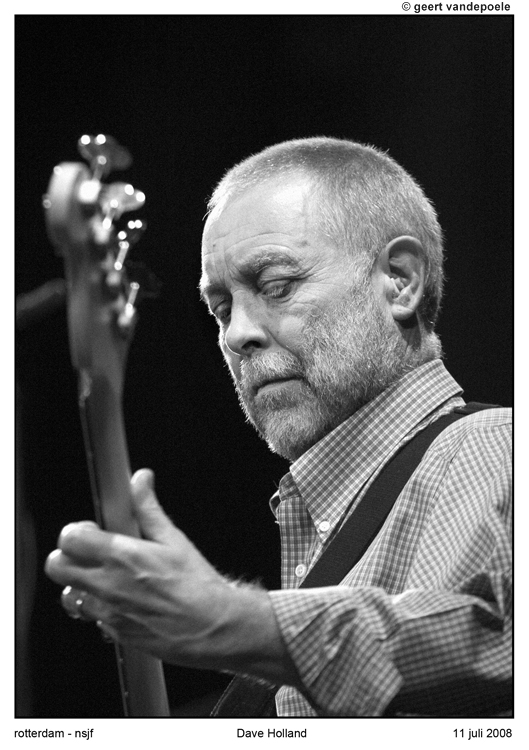
Dave Holland, North Sea Jazz Festival, 2008

Dave Holland (Wolverhampton, 1 oktober 1946) is een Brits jazzbassist en componist.
Holland begon bas te spelen als negenjarige. Op zijn zestiende ging hij van school om een carrière als professioneel muzikant te beginnen. In 1963 verhuisde hij naar Londen, waar hij drie jaar studeerde aan de Guildhall School of Music and Drama. In 1968 werd hij op uitnodiging van Miles Davis, die hem zag optreden in Londen, lid van de Miles Davis band. Hij volgde Davis naar New York en nam de albums Filles de Kilimanjaro, In a Silent Way en Bitches Brew met hem op.
Eind 1970 verliet hij deze band en speelde hij met Chick Corea, Anthony Braxton, en Barry Altschul voor een aantal jaren in de avant-gardejazzgroep Circle. In 1972 nam hij met Sam Rivers, Altschul en Braxton de plaat Conference of the Birds op, zijn eerste album als bandleider.
Doorheen de jaren speelde Holland in diverse bands, met onder meer Stan Getz, John Abercrombie, Jack DeJohnette, Herbie Hancock, Pat Metheny, Roy Haynes, Joe Henderson, Wayne Shorter en Brian Blade. Voor zijn werk heeft hij diverse prijzen mogen ontvangen, waaronder drie Grammy's. Daarnaast viel hem een aantal eredoctoraten ten deel, onder meer van het New England Conservatory en het Berklee College of Music.